# جون أشتون (لاعب كرة قدم)
جون أشتون (بالإنجليزية: Jon Ashton)‏ (4 أغسطس 1979 ببليموث في المملكة المتحدة - ) هو لاعب كرة قدم بريطاني في مركز الدفاع. لعب مع نادي إكزتر سيتي ونادي بليموث أرجايل ونادي هايز وBodmin Town F.C. ‏ وبريدجواتر يونايتد ودولويتش هاملت وPaulton Rovers F.C. ‏.

## وصلات خارجية
- جون أشتون على موقع قاعدة بيانات كرة القدم.إي يو (الإنجليزية)